# 烏山地域
烏山地域（からすやまちいき）は、東京都世田谷区北西部の地域。区内を分割する5つのエリアのうちの1つ。烏山総合支所の管内にあたる。

## 烏山地区
烏山地区（からすやまちく）は、東京都世田谷区烏山地域の地区である。烏山まちづくりセンターの管内にあたる。

### 町丁

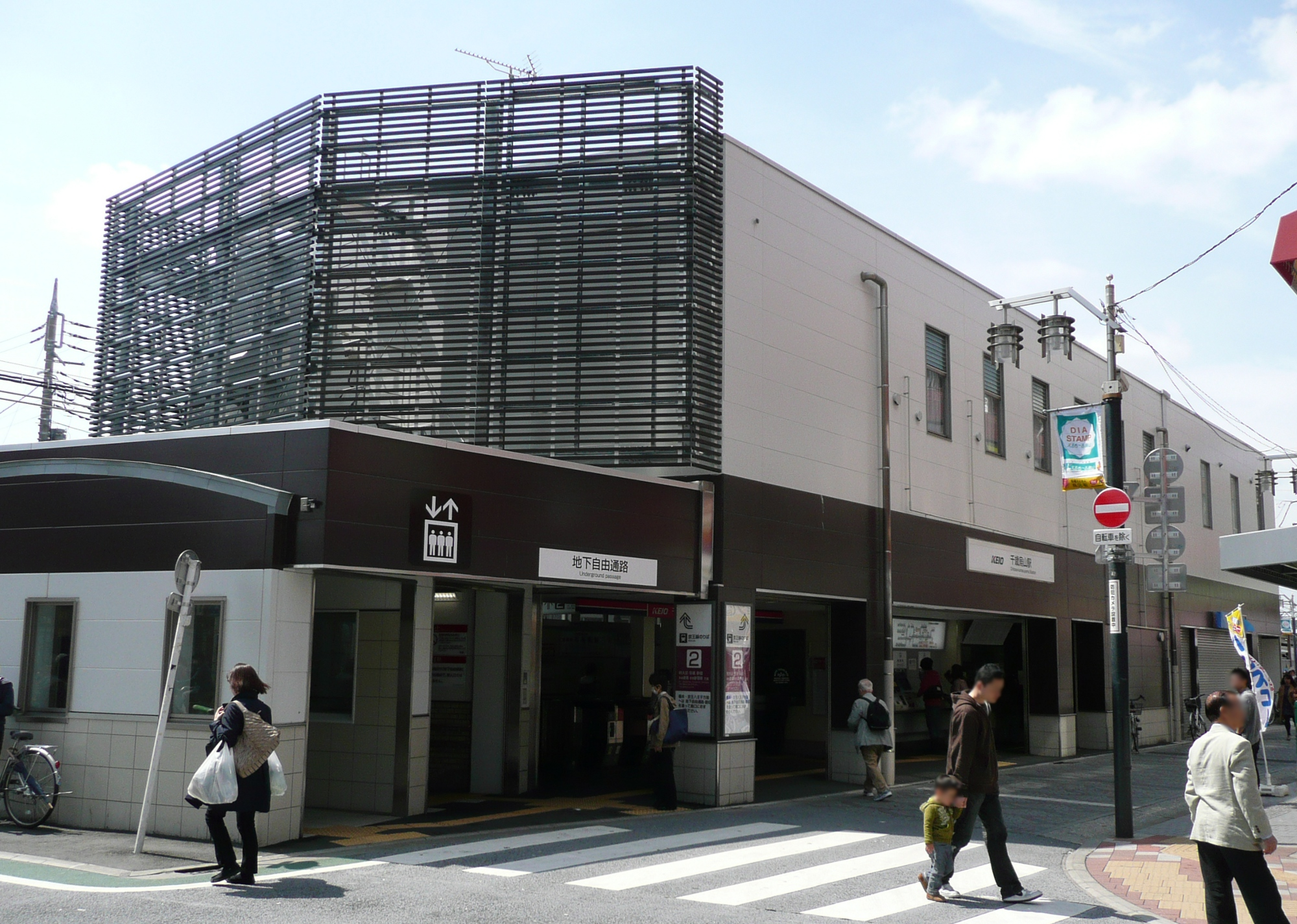
千歳烏山駅

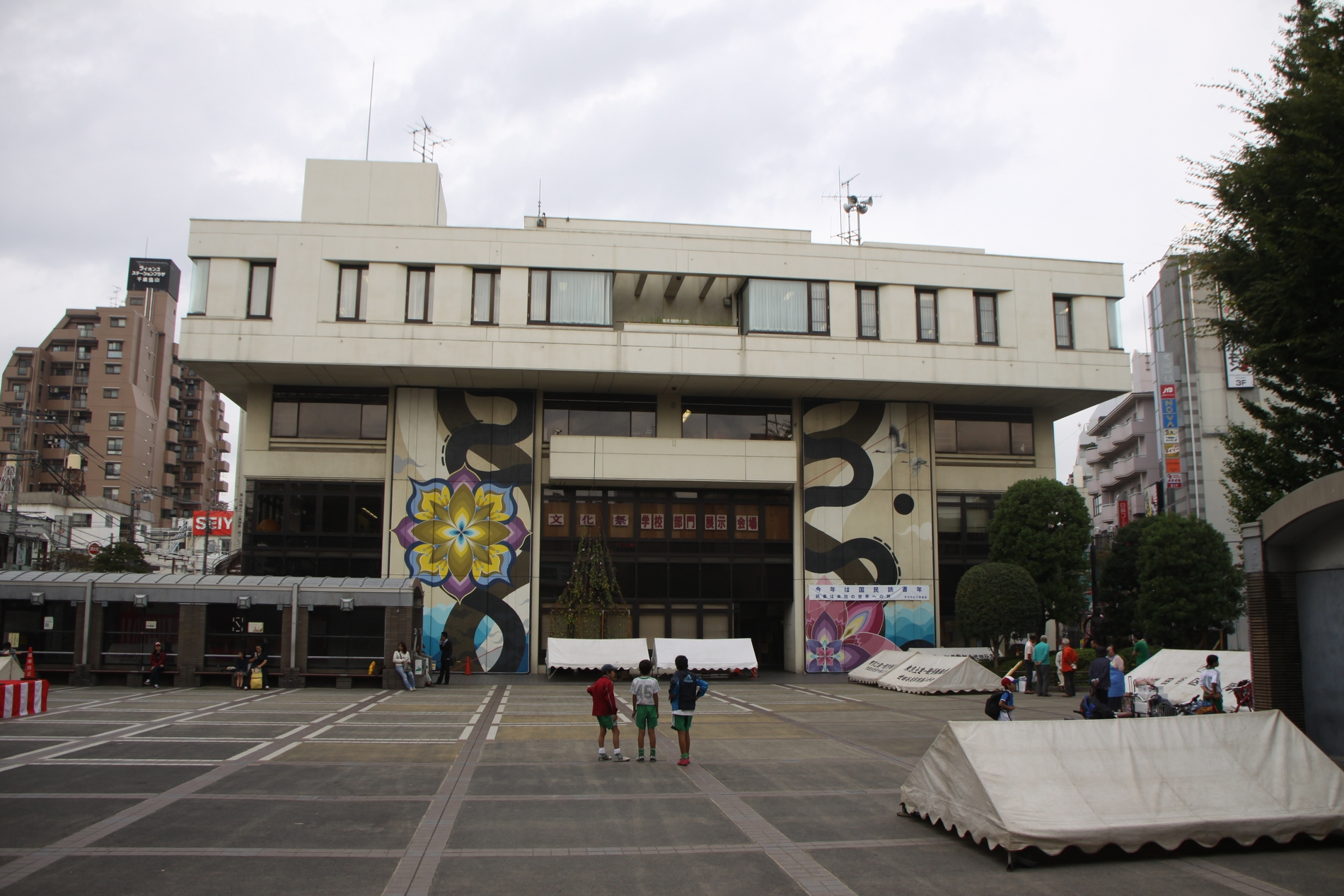
烏山区民センター
1階には烏山まちづくりセンターが入る

| 町名         | 町名の読み       | 町区域新設年月日 | 住居表示実施年月日 | 住居表示実施前の町名等  | 備考 |
| ------------ | ---------------- | ---------------- | ------------------ | ----------------------- | ---- |
| 給田一丁目   | きゅうでん       | 1970年9月1日     | 1970年9月1日       | 給田町、祖師谷1の各一部 |      |
| 給田二丁目   | きゅうでん       | 1970年9月1日     | 1970年9月1日       | 給田町、祖師谷1の各一部 |      |
| 給田三丁目   | きゅうでん       | 1970年9月1日     | 1970年9月1日       | 給田町の一部            |      |
| 給田四丁目   | きゅうでん       | 1970年9月1日     | 1970年9月1日       | 給田町、烏山町の各一部  |      |
| 給田五丁目   | きゅうでん       | 1970年9月1日     | 1970年9月1日       | 給田町の一部            |      |
| 南烏山一丁目 | みなみからすやま | 1970年9月1日     | 1970年9月1日       | 烏山町の一部            |      |
| 南烏山二丁目 | みなみからすやま | 1970年9月1日     | 1970年9月1日       | 烏山町の一部            |      |
| 南烏山三丁目 | みなみからすやま | 1970年9月1日     | 1970年9月1日       | 烏山町の一部            |      |
| 南烏山四丁目 | みなみからすやま | 1970年9月1日     | 1970年9月1日       | 烏山町の一部            |      |
| 南烏山五丁目 | みなみからすやま | 1970年9月1日     | 1970年9月1日       | 烏山町の一部            |      |
| 南烏山六丁目 | みなみからすやま | 1970年9月1日     | 1970年9月1日       | 烏山町、給田町の各一部  |      |
| 北烏山一丁目 | きたからすやま   | 1970年9月1日     | 1970年9月1日       | 烏山町の一部            |      |
| 北烏山二丁目 | きたからすやま   | 1970年9月1日     | 1970年9月1日       | 烏山町の一部            |      |
| 北烏山三丁目 | きたからすやま   | 1970年9月1日     | 1970年9月1日       | 烏山町の一部            |      |
| 北烏山四丁目 | きたからすやま   | 1970年9月1日     | 1970年9月1日       | 烏山町の一部            |      |
| 北烏山五丁目 | きたからすやま   | 1970年9月1日     | 1970年9月1日       | 烏山町の一部            |      |
| 北烏山六丁目 | きたからすやま   | 1970年9月1日     | 1970年9月1日       | 烏山町の一部            |      |
| 北烏山七丁目 | きたからすやま   | 1970年9月1日     | 1970年9月1日       | 烏山町の一部            |      |
| 北烏山八丁目 | きたからすやま   | 1970年9月1日     | 1970年9月1日       | 烏山町の一部            |      |
| 北烏山九丁目 | きたからすやま   | 1970年9月1日     | 1970年9月1日       | 烏山町の一部            |      |

## 上北沢地区
上北沢、八幡山からなる。
| 町名         | 町名の読み   | 町区域新設年月日 | 住居表示実施年月日 | 住居表                                 |  |
| ------------ | ------------ | ---------------- | ------------------ | -------------------------------------- |  |
| 上北沢一丁目 | かみきたざわ | 1966年10月1日    | 1966年10月1日      | 上北沢町2の一部                        |  |
| 上北沢二丁目 | かみきたざわ | 1966年10月1日    | 1966年10月1日      | 上北沢町2、上北沢町3の各一部           |  |
| 上北沢三丁目 | かみきたざわ | 1966年10月1日    | 1966年10月1日      | 上北沢町3の一部                        |  |
| 上北沢四丁目 | かみきたざわ | 1966年10月1日    | 1966年10月1日      | 上北沢町2、上北沢町3の各一部           |  |
| 上北沢五丁目 | かみきたざわ | 1966年10月1日    | 1966年10月1日      | 上北沢町3の一部                        |  |
| 八幡山一丁目 | はちまんやま | 1969年2月1日     | 1969年2月1日       | 八幡山町、船橋町の各一部               |  |
| 八幡山二丁目 | はちまんやま | 1969年2月1日     | 1969年2月1日       | 八幡山町、船橋町、粕谷町の各一部       |  |
| 八幡山三丁目 | はちまんやま | 1970年3月1日     | 1970年3月1日       | 八幡山町の全部と粕谷町、烏山町の各一部 |  |

## 上祖師谷地区
上祖師谷、粕谷からなる。
| 町名           | 町名の読み   | 町区域新設年月日 | 住居表示実施年月日 | 住居表                          |  |
| -------------- | ------------ | ---------------- | ------------------ | ------------------------------- |  |
| 上祖師谷一丁目 | かみそしがや | 1970年9月1日     | 1970年9月1日       | 祖師谷1、給田町、烏山町の各一部 |  |
| 上祖師谷二丁目 | かみそしがや | 1970年9月1日     | 1970年9月1日       | 祖師谷1の一部                   |  |
| 上祖師谷三丁目 | かみそしがや | 1970年9月1日     | 1970年9月1日       | 祖師谷1、祖師谷2の各一部        |  |
| 上祖師谷四丁目 | かみそしがや | 1970年9月1日     | 1970年9月1日       | 祖師谷1、祖師谷2の各一部        |  |
| 上祖師谷五丁目 | かみそしがや | 1970年9月1日     | 1970年9月1日       | 祖師谷1の一部                   |  |
| 上祖師谷六丁目 | かみそしがや | 1970年9月1日     | 1970年9月1日       | 祖師谷1の一部                   |  |
| 上祖師谷七丁目 | かみそしがや | 1970年9月1日     | 1970年9月1日       | 祖師谷1、給田町の各一部         |  |
| 粕谷一丁目     | かすや       | 1970年11月1日    | 1970年11月1日      | 粕谷町、船橋町、廻沢町の各一部  |  |
| 粕谷二丁目     | かすや       | 1970年11月1日    | 1970年11月1日      | 粕谷町、烏山町の各一部          |  |
| 粕谷三丁目     | かすや       | 1970年11月1日    | 1970年11月1日      | 粕谷町、祖師谷1、廻沢町の各一部 |  |
| 粕谷四丁目     | かすや       | 1970年11月1日    | 1970年11月1日      | 粕谷町、烏山町の各一部          |  |

## ゆかりのある人物
- 坂本龍一（音楽家） - 中野区出身。小2の時、千歳烏山に引っ越す[1]。